# Narodni parki na Novi Zelandiji
Narodni parki Nove Zelandije so zavrovana naravna območja, ki jih upravlja Ministrstvo za varstvo narave (DOC). Vsi prvi narodni parki, ustanovljeni v državi, so bili osredotočeni na gorsko pokrajino. Od 1980-ih je bil poudarek na razvoju bolj raznolike predstavitve novozelandskih pokrajin. Vsi parki so kulturno pomembni in mnogi vsebujejo tudi zgodovinske značilnosti. Narodni park Tongariro je eno od območij svetovne dediščine, ki so tako kulturnega kot naravnega pomena, medtem ko štirje narodni parki na Južnem otoku tvorijo Te Wahipounamu, drugo območje svetovne dediščine. Trenutno obstaja 13 narodnih parkov; in 14., narodni park Te Urewera, je bil leta 2014 ukinjen.
Narodne parke upravlja Ministrstvo za ohranjanje »v korist, uporabo in užitek javnosti«. So priljubljene turistične destinacije, saj tri desetine čezmorskih turistov med bivanjem na Novi Zelandiji obišče vsaj en narodni park.

## Zakon o narodnih parkih
Zakon o narodnih parkih iz leta 1980 je bil sprejet, da bi kodificiral namen, upravljanje in izbiro nacionalnih parkov. Začne se z opredelitvijo narodnega parka:
S tem se izjavlja, da bodo določbe tega zakona veljale za trajno ohranitev območij Nove Zelandije, ki vsebujejo pokrajino takšnih narodnih parkov, zaradi njihove lastne vrednosti in v korist, uporabo in uživanje javnosti, območja Nove Zelandije, ki vsebujejo pokrajino tako posebne kakovosti, ekološki sistemi ali naravne posebnosti, ki so tako lepe, edinstvene ali znanstveno pomembne, da je njihovo ohranjanje v nacionalnem interesu.— — Zakon o narodnih parkih iz leta 1980, 1. del, oddelek 4, pododdelek 1
Zakon o narodnih parkih nadalje navaja, da bo imela javnost svoboden vstop in dostop do parkov, čeprav je to predmet omejitev, da se zagotovi ohranitev avtohtonih rastlin in živali ter dobro počutje parkov na splošno. Dostop do posebej zavarovanih območij (550 km²), določenih z zakonom, je mogoč samo z dovolilnico. Po zakonu je treba narodne parke ohraniti v naravnem stanju, kolikor je to mogoče, da ohranijo svojo vrednost kot ohranitvena območja tal, voda in gozdov. Domorodne rastline in živali je treba ohraniti, vnesene rastline in živali pa odstraniti, če njihova prisotnost posega v naravno prostoživeče živali. Razvoj območij divjine, vzpostavljenih v skladu z zakonom, je omejen na pešpoti in koče, ki se uporabljajo za nadzor divjih živali ali znanstvene raziskave.

### Storitve, ki so na voljo za javno uporabo
Zakon dovoljuje Ministrstvu za varstvo narave, da zagotovi hostle, koče, kampe, smučarske vlečnice in podobne objekte, parkirišča, ceste in poti v parkih. Poleg teh oddelek zagotavlja tudi nekatere nastanitvene, prevozne in druge storitve na vstopnih točkah v parke, vendar jih ponujajo tudi druge vladne agencije, prostovoljne organizacije in zasebna podjetja. Bolj celovite storitve v parkih, kot so vodeni sprehodi in tečaji smučanja, so zasebno na voljo s koncesijami oddelka.

## Seznam narodnih parkov
Ta tabela navaja sedanje in nekdanje narodne parke od severa proti jugu.
- Zeleno senčenje in zvezdica – parki, ki so del Unescovega seznama svetovne dediščine

| Narodni park                               | Slika | Površina km2 | Ustanovitev | Lokacija                                       | Štev. DOC | Opis |
| ------------------------------------------ | ----- | ------------ | ----------- | ---------------------------------------------- | --------- | --- |
| Narodni park Abel Tasman                   |       | 237          | 1942        | 40°50′S 172°54′E / 40.833°S 172.900°E          | 7         | Ta turistična destinacija, najmanjši narodni park, ima številne zalive ob plimovanju in plaže z zlatim peskom ob obali zaliva Tasman / Te Tai-o-Aorere. Pohodništvo ali vožnja s kajakom je običajna dejavnost. |
| Narodni park Aoraki / Mount Cook*          |       | 722          | 1953        | 43°44′S 170°6′E / 43.733°S 170.100°E           | 16        | Alpski park z najvišjo goro Nove Zelandije Aoraki / Mount Cook (3724 m) in najdaljšim ledenikom Haupapa/Tasmanov ledenik (29 km). Park je vroča točka za planinarjenje, turno smučanje in slikovite lete, območje izjemne naravne lepote. |
| Narodni park Arthur's Pass                 |       | 1.185        | 1929        | 42°57′S 171°34′E / 42.950°S 171.567°E          | 28        | Razgibano in gorato območje, ki se razteza čez glavno razvodnico Južnih Alp. |
| Narodni park Egmont Te Papakura o Taranaki |       | 342          | 1900        | 39°16′S 174°6′E / 39.267°S 174.100°E           | 8         | Ta park obsega deželo s polmerom približno devet kilometrov od gore Taranaki in nekaj obrobnih območij na severu. Simetrični stožec spečega vulkana je pokrajinska znamenitost. |
| Narodni park Fiordland*                    |       | 12.607       | 1952        | 45°25′S 167°43′E / 45.417°S 167.717°E          | 51        | Največji narodni park na Novi Zelandiji in eden največjih na svetu, park pokriva jugozahodni kot Južnega otoka. Pokrajina parka z globokimi fjordi, ledeniškimi jezeri, gorami in slapovi je priljubljena turistična destinacija. |
| Narodni park Kahurangi                     |       | 4.529        | 1996        | 41°15′S 172°7′E / 41.250°S 172.117°E           | 51        | Kahurangi, ki je na severozahodu Južnega otoka, vsebuje spektakularno in oddaljeno deželo, vključno z dobro uporabljeno pohodniško pot Heaphy Track. Starodavne oblike reliefa ter edinstvena flora in favna povečujejo vrednost drugega največjega narodnega parka na Novi Zelandiji. |
| Narodni park Mount Aspiring*               |       | 3.562        | 1964        | 44°23′S 168°44′E / 44.383°S 168.733°E          | 19        | Kompleks ledeniške gorske pokrajine s središčem na gori Mount Aspiring / Tititea (3033 metrov), najvišjem vrhu Nove Zelandije zunaj narodnega parka Aoraki / Mount Cook. |
| Narodni park Nelson Lakes                  |       | 1.019        | 1956        | 41°49′9″S 172°50′15″E / 41.81917°S 172.83750°E | 20        | Razgibano, gorato območje v regiji Nelson. Razteza se proti jugu od gozdnatih obal jezer Rotoiti in Rotoroa do narodnega rezervata Lewis Pass. |
| Narodni park Paparoa                       |       | 430          | 1987        | 42°5′S 171°30′E / 42.083°S 171.500°E           | 2         | Na zahodni obali Južnega otoka med Westportom in Greymouthom. Vključuje Pancake Rocks v Punakaiki. |
| Narodni park Rakiura                       |       | 1.400        | 2002        | 46°54′S 168°7′E / 46.900°S 168.117°E           | 24        | To je najnovejši narodni park, ki pokriva približno 85 % Stewartovega otoka / Rakiura. |
| Narodni park Te Urewera (ukinjen 2014)     |       | 2.127        | 1954        | 38°45′S 177°9′E / 38.750°S 177.150°E           | 29        | Skupaj s sosednjim varstvenim parkom Whirinaki Te Pua-a-Tāne je Te Urewera največji preostali sestoj avtohtonega gozda na Severnem otoku. Jezero Waikaremoana je znano po slikoviti obali. Od leta 2014 je zavarovano območje, ki izpolnjuje merila Mednarodne zveze za varstvo narave za kategorijo II – narodni park, vendar ni več narodni park, temveč ga upravljajo v skladu s posebnim sporazumom med krono in Tūhoe iwi. |
| Narodni park Tongariro*                    |       | 786          | 1887        | 39°12′S 175°35′E / 39.200°S 175.583°E          | 10        | Prvi narodni park na Novi Zelandiji, priznan kot eden od 27 območij svetovne dediščine, ki so izjemne naravne in kulturne vrednosti. Park, ki ga je kroni podaril Te Heuheu Tūkino IV., vključuje več svetih mest Maorov in tri aktivne vulkane, Ruapehu, Ngauruhoe in Tongariro. |
| Narodni park Westland Tai Poutini*         |       | 1.320        | 1960        | 43°23′S 170°11′E / 43.383°S 170.183°E          | 12        | Razteza se od najvišjih vrhov Južnih Alp do divje odročne obale. V park so vključeni ledeniki, slikovita jezera in gost deževni gozd, pa tudi ostanki starih rudarskih mest ob obali. |
| Narodni park Whanganui                     |       | 742          | 1986        | 39°35′S 175°5′E / 39.583°S 175.083°E           | 5         | Meji na reko Whanganui in vključuje območja kronske zemlje, nekdanji državni gozd in številne nekdanje rezervate. |

## Predlagani narodni parki
Območje s središčem gozda Waipoua, severno od Dargavilla, je bilo predlagano kot možen narodni park Kauri. Na tem območju je večina preostalih novozelandskih kaurijev, vključno z največjim znanim kaurijem, Tāne Mahuta. Ti sestoji kaurija so dragoceni tudi kot zatočišča za ogrožene vrste, vključno z rjavim kivijem s Severnega otoka. Ta predlog trenutno preiskuje Ministrstvo za ohranjanje.
V odgovor na predlog DOC za nadgradnjo zaščite otoka Great Barrier (Aotea) sta Forest and Bird leta 2014 začela kampanjo za njegovo razglasitev za nacionalni park.
Leta 2020 je Novozelandska nacionalna stranka napovedala, da bo ustanovila dva nova narodna parka, če bo izvoljena na splošnih volitvah, in sicer Narodni park Coromandel in Narodni park Catlins.

## Zaskrbljenost pri rudarjenju
Leta 2010 je novozelandska vlada predlagala odstranitev nekaterih narodnih parkov in ohranitvenih območij iz seznama 4 zaščite Crown Minerals Act, ki prepoveduje rudarjenje na teh območjih. Julija je vlada predlog opustila, potem ko je prejela veliko število vlog, ki so večinoma nasprotovale rudarjenju.